# 灵岩山寺
灵岩山寺，又称灵岩寺、崇报禅寺，位于江苏苏州灵岩山上，著名净土宗道场。为汉族地区佛教全国重点寺院之一，1982年10月22日被确认为苏州市文物保护单位。

## 历史
东晋司空陆玩曾居灵岩山，建造此寺。南梁天监二年（503年）扩建为秀峰寺。天监十五年（516年），以智积菩萨为灵岩开山祖，梁武帝赐“智积菩萨显化道场”，始为著名丛林。
唐改称灵岩寺，信奉律宗。北宋元丰年间，灵岩寺被辟为禅院，改律宗为禅宗，圆照法师在此晚年住持。南宋赐韩世忠荐先亲，名“显亲崇报禅院”，由佛海法师住持，明洪武年间赐额“报国永祚禅寺”。弘治年间毁，清顺治六年，三峰弟子弘储扩建，为“崇报禅寺”，后又毁。
民国十五年，真达和尚请印光大师把灵岩山寺开辟为十方净土道场，由禅宗改为净土宗。经印光大师订立“寺观五条”，灵岩山寺从此得到大规模发展。
文化大革命期间（1966-1976年），灵岩山寺遭到破坏、灵岩山古迹被砸。时任住持妙真法师于1967年自缢身亡，明学长老、道安长老等人被迫离开寺院。寺内原藏佛教文物一千多件，文革期间由明学长老交予苏州市文管会保管，改革开放后许多贵重文物重归灵岩山寺。
现为江南最著名的净土宗道场。

## 结构
苏州灵岩山寺建于吴王夫差所建造馆娃宫的遗址上，这种变荒淫之域为佛教圣地的现象在中国佛教史上绝无仅有。而以显灵于灵岩山寺的西土智积菩萨为开山师,在中国佛教史上也是极为罕见的。千百年来，灵岩山寺不仅有大德驻锡，还有文人雅士在此流连忘返、吟诗挥毫，这些都为灵岩山增添了几分灵秀。